# Alunissage

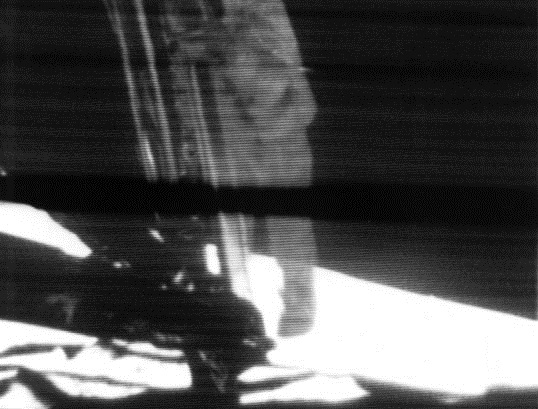
That's one small step for a man…, 21 juillet 1969, Neil Armstrong après l'alunissage réussi de Apollo 11.

Un alunissage, alunage ou atterrissage sur la Lune est l'arrivée sans dommage d'un engin spatial habité ou inhabité sur la surface de la Lune. Le terme est généralement déconseillé et on recommande plutôt atterrissage, qui s'applique à tout astre.
L'exploration de la Lune est l'un des buts de l'humanité depuis qu'elle sait qu'il s'agit du corps céleste le plus proche de la Terre. Dans De la Terre à la Lune, Jules Verne décrit ainsi en 1865 un tel voyage, de même qu'Hergé dans Objectif Lune (1953) et On a marché sur la Lune (1954).
Le premier véhicule qui s'est posé sur la Lune est la sonde Luna 9, envoyée par l'Union soviétique en 1966. La première arrivée d'un homme sur la Lune est celle de la mission américaine Apollo 11. Neil Armstrong pose le module lunaire Eagle sur la surface de la lune à 20 h 17 min 40 s UTC, le 20 juillet 1969. Un total de douze hommes atterrissent sur le satellite naturel lors des différentes du programme Apollo, et en incluant les missions automatiques dix-huit engins spatiaux s'y posent jusqu'en 1976. Neuf de ces missions ramenènt sur Terre des échantillons de roche et de sol lunaire.

## Terminologie
Le mot alunissage est un néologisme attesté dès 1921, signifiant « se poser sur la surface de la Lune ». Ce terme est construit par extrapolation d'une étymologie erronée du terme « atterrir », compris comme « se poser sur la planète Terre » alors qu’il signifie initialement « se poser sur la terre ferme, sur le sol », par opposition à « amerrir » qui signifie « se poser sur la mer, à la surface de l'eau ». L’utilisation de ce néologisme spécifique à la Lune n'a pas donné lieu à la création d'autres termes spécifiques aux autres astres sur lesquels des sondes spatiales se sont posées, tels que « amarsissage » sur Mars (quoique donné, parfois par plaisanterie, lors de l'arrivée de Curiosity sur la planète rouge) ou « avénussissage » sur Vénus.
Les termes « alunir » et « alunissage » ne sont pas acceptés par l’Académie française ni par l’Académie des sciences,, pour lesquelles il est préférable d’employer « atterrir » et « atterrissage ». De même, le répertoire terminologique publié au Journal officiel français précise la définition d’« atterrissage » : « action de poser un engin aérospatial sur le sol d’un astre. ». Le dictionnaire de spatiologie rédigé par le CNES et le CILF indique que le terme « alunissage » est à proscrire. Cette recommandation est reprise par le Larousse,, mais pas par le Robert.
On rencontre de façon beaucoup plus rare le nom « alunage ».

## Contexte

### Contexte scientifique
Le premier problème d'un atterrissage sur la Lune est la vitesse élevée nécessaire à un vaisseau spatial balistique pour échapper à la gravité terrestre. Le seul moyen développé à ce jour pour obtenir ce résultat sont les fusées, qui fournissent une importante poussée au départ et laissent leur charge continuer sur son inertie ensuite ; c'est uniquement pour cette raison qu'une vitesse de libération est nécessaire. Contrairement aux autres véhicules aériens, tels que les aérostats ou les avions à réaction, une fusée peut prolonger son accélération dans la haute atmosphère et dans le vide spatial, hors de l'atmosphère terrestre, ce qui est nécessaire pour atteindre cette vitesse.
Dès qu'on a laissé la Terre derrière soi, l'atterrissage sur la Lune requiert un vaisseau spatial capable d'atteindre une vitesse permettant d'annuler ou de dépasser la gravité lunaire afin de freiner sa descente vers la Lune. Dans le cas d'un trajet Terre-Lune, cette vitesse est de 2 400 m/s, soit 8 640 km/h. Elle est en général obtenue grâce à une rétrofusée. Si l'on ne peut ralentir et contrôler la vitesse de descente du véhicule spatial vers la Lune, celui-ci n'atterrira pas, mais s'écrasera à sa surface. Nombre des premières tentatives d'atterrissage sur la Lune russes et américaines se soldèrent par l'écrasement de la sonde spatiale. Certains objets furent aussi délibérément précipités sur la surface lunaire, comme lors du programme Apollo : les troisièmes étages des fusées Saturn V furent délibérément projetés sur la Lune pour enregistrer leurs impacts grâce aux sismographes mis en place à la surface de la Lune par les missions précédentes. Ces écrasements permirent de définir plus précisément la structure interne de la Lune.

## Liste des atterrissages sur la Lune
| \| \| |
| Carte cliquable des atterrissages lunaires (sans dommages) de 1966 à 2024. - Luna (Union des républiques socialistes soviétiques) - Surveyor (États-Unis) - Apollo (États-Unis) - Chang'e 3 (Chine) - Chandrayaan-3 (Inde) - SLIM (Japon) - Intuitive Machines One (États-Unis) Les dates d'atterrissage sont en temps universel coordonné. À l'exception des atterrissages du programme Apollo, les atterrissages sont tous inhabités. |
| Carte des sites d'atterrissage lunaires. |

1. 14 septembre 1959,  Union soviétique : l'impacteur Luna 2 s'écrase sur la Lune.
2. 26 avril 1962,  États-Unis : l'impacteur Ranger 4 s'écrase sur la Lune.
3. 2 février 1964,  États-Unis : l'impacteur Ranger 6 s'écrase sur la Lune.
4. 31 juillet 1964,  États-Unis : l'impacteur Ranger 7 parvient à transmettre des photos avant de s'écraser sur la Lune.
5. 20 février 1965,  États-Unis : l'impacteur Ranger 8 parvient à transmettre des photos avant de s'écraser sur la Lune.
6. 24 mars 1965,  États-Unis : l'impacteur Ranger 9 parvient à transmettre des photos avant de s'écraser sur la Lune.
7. 3 février 1966,  Union soviétique : Luna 9 premier engin à se poser "en douceur" et à transmettre des photos une fois au sol.
8. 2 juin 1966,  États-Unis : Surveyor 1.
9. 23 septembre 1966,  États-Unis : Surveyor 2.
10. 24 décembre 1966,  Union soviétique : Luna 13 répète l'atterrissage sur la Lune de Luna 9.
11. 20 avril 1967,  États-Unis : Surveyor 3.
12. 20 juillet 1969,  États-Unis : Apollo 11, premier atterrissage sur la Lune d'un homme (Neil Armstrong puis Buzz Aldrin).
13. 21 juillet 1969,  Union soviétique : Luna 15 s'écrase sur Mare Crisium quelques heures après l'atterrissage sur la Lune de Neil Armstrong.
14. 19 novembre 1969,  États-Unis : Apollo 12 deuxième vol habité à atterrir sur la Lune (Charles Conrad, Alan Bean).
15. 20 septembre 1970,  Union soviétique : Luna 16 première mission russe à parvenir à atterrir sur la Lune et à retourner sur Terre avec des échantillons du sol lunaire.
16. 5 février 1971,  États-Unis : Apollo 14 troisième vol habité à atterrir sur la Lune (Alan Shepard et Edgar Mitchell).
17. 7 août 1971,  États-Unis : Apollo 15 quatrième vol habité à atterrir sur la Lune (David R. Scott et James B. Irwin).
18. 21 avril 1972,  États-Unis : Apollo 16 cinquième vol habité à atterrir sur la Lune (John W. Young et Charles M. Duke Jr).
19. 11 décembre 1972,  États-Unis : Apollo 17 sixième et dernier vol habité à atterrir sur la Lune (Eugene Cernan et Harrison Schmitt).
20. 18 août 1976,  Union soviétique : Luna 24 dernière mission russe sur la Lune, avec retour réussi d'échantillons lunaires sur Terre.
21. 14 novembre 2008,  Inde : l'impacteur Moon Impact Probe, élément de la sonde indienne Chandrayaan-1, s'écrase comme prévu sur la Lune.
22. 14 décembre 2013,  Chine : le rover d'exploration Yutu, élément de la sonde chinoise Chang'e 3, se pose sur la Lune.
23. 3 janvier 2019,  Chine : la sonde chinoise Chang'e 4 se pose sur la face cachée de la Lune.
24. 1er décembre 2020,  Chine : Chang'e 5 se pose sur la Lune dans le but de récupérer des échantillons du sol lunaire.
25. 23 août 2023,  Inde : la sonde indienne Chandrayaan-3 se pose au pôle Sud de la Lune[8].
26. 19 janvier 2024, 🇯🇵 Japon : la sonde SLIM alunit avec un haut degré de précision.
27. 23 janvier 2024,  États-Unis : la mission Intuitive Machines One effectue avec succès le premier alunissage privé.
28. 2 mars 2025 : Blue Ghost Mission 1.